# Kejsi Tola
Kejsi Tola (Tirana, 5 febbraio 1992) è una cantante albanese.
Nel 2007 si aggiudica l'edizione albanese degli Idol, mentre nel 2008 vince la competizione canora nazionale Festivali i Këngës.
In tal modo, nel 2009 rappresenta l'Albania all'Eurovision Song Contest con la canzone Carry Me in Your Dreams, versione in inglese dell'originale Më merr në ëndërr, che arriva 17º in finale.